# Feng Keshan
Feng Keshan 冯克善(cinese) (Huaxian, 1776 – 1813) è stato un rivoluzionario cinese.
Feng Keshan (冯克善) proveniva da una famiglia benestante della contea di Huaxian (滑县) nella provincia di Henan. Nel 1811 entra a far parte della setta Baguajiao, divenendone uno dei tre capi.
Egli era un praticante di Meihuaquan, anche se per alcuni praticava Baguaquan per una tecnica che un testimone dice di avergli visto fare (Bafangbu), stile che essi considerano all'origine del Baguazhang. Quest'ultima tesi è stata confutata da maestri quali Han Jianzhong e Ma Aimin. Feng Keshan muore nel 1813 per dismembramento, secondo la pena capitale più temibile contemplata nel codice della dinastia Qing.
Con lo stesso nome, si faceva chiamare un insegnante di Chuojiao, Zhao Canyi,  legato alla setta Tianlijiao che aveva partecipato alla Rivolta dei Taiping.